# Polimerizzazione in sospensione

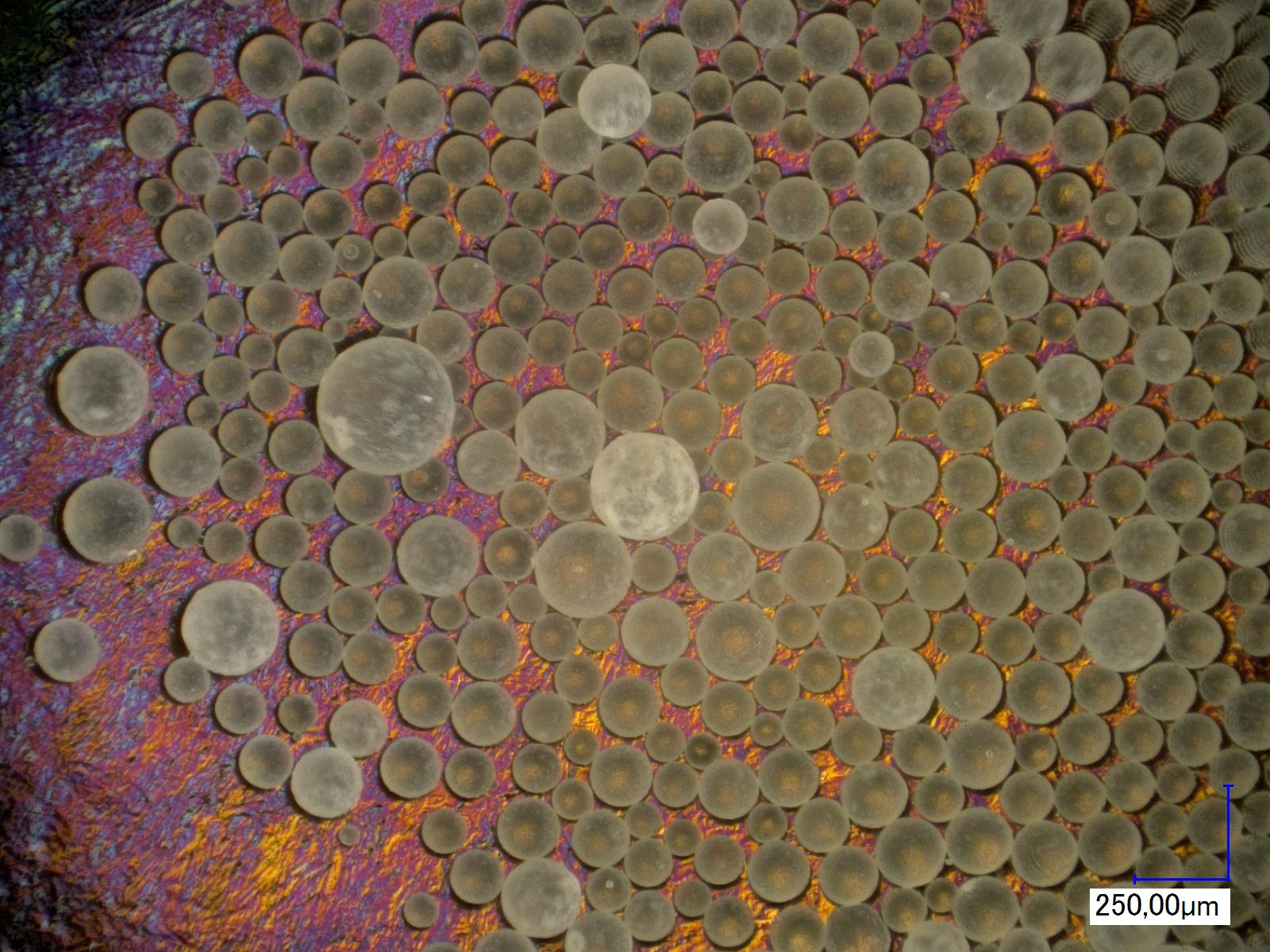
Perlas di polimetilmetacrilato fabbricata ci polimerizzazione in sospensione

La polimerizzazione in sospensione è una polimerizzazione radicalica eterogenea che ricorre all'agitazione meccanica per mescolare un monomero o una miscela di monomeri in una fase liquida, come l'acqua, mentre i monomeri polimerizzano, formando piccole sfere o agglomerati polimerici.
Questo processo è sfruttato industrialmente per la produzione di svariate resine commerciali, tipo il polivinil cloruro (PVC), e vari tipi di polistirene (come il polistirene antiurto).